# Línea 6 (autobuses urbanos de Granada)
La línea 6 fue una línea regular de autobús urbano de la ciudad española de Granada. Era operada por la empresa Transportes Rober.
Realizaba el recorrido comprendido entre Cerrillo de Maracena y Neptuno, a través del eje avenida de la Constitución-Gran Vía. Tiene una frecuencia media de 10 a 20 minutos.

## Recorrido
La línea unía el municipio de Maracena con el centro de la ciudad. Como pertenecía al ayuntamiento de Granada, finalizaba en el límite entre ambos municipios, en el barrio de Cerrillo de Maracena. Para recorrer el centro se unía al tronco común con otras numerosas líneas entre avenida de la Constitución y Puerta Real, aunque en este punto se desvíaba por la calle Recogidas como la línea 4, para finalizar al final de esta calle.